# 鳳蘭
鳳蘭（学名：Cymbidium dayanum）为蘭科蕙蘭屬下的一个种。

## 扩展阅读
- 維基物種上的相關：鳳蘭